# زاسکووتسی
زاسکووتسی (به صربی: Zaskovci) یک منطقهٔ مسکونی در صربستان است که در پیروت واقع شده‌است. زاسکووتسی ۶۸ نفر جمعیت دارد و ۷۸۶ متر بالاتر از سطح دریا واقع شده‌است.